# Pilot Motor Car Company
Pilot Motor Car Company war ein US-amerikanischer Hersteller von Automobilen.

## Unternehmensgeschichte
Das Unternehmen wurde 1909 in Richmond in Indiana gegründet. Als Vorgängerunternehmen gilt die Seidel Buggy Company. Deren Leiter George Seidel wurde auch Präsident bei Pilot. Im gleichen Jahr begann die Produktion von Automobilen. Der Markenname lautete Pilot. Die Geschäfte liefen einige Jahre gut.
1921 oder 1922 wurde Lorraine Car Company übernommen. Die Nachkriegsdepression sorgte für Probleme. Im November 1923 begann die Insolvenz. Anfang 1924 entstanden die letzten Fahrzeuge. Im April 1924 wurde das Werk verkauft. Insgesamt entstanden über 5000 Fahrzeuge.

## Fahrzeuge
Zunächst hatten die Fahrzeuge Vierzylindermotoren von Teetor-Hartley. 1913 kamen Sechszylindermotoren dazu. 1914 war das letzte Jahr für Vierzylindermodelle. 1916 gab es kurzzeitig ein Modell mit einem V8-Motor. In den 1920er Jahren kamen die stärkeren Sechszylindermotoren von Herschell-Spillman.
Von 1909 bis 1910 gab es nur den Thirty-Five. Der Motor war mit 30/36 PS angegeben. Das Fahrgestell hatte 300 cm Radstand. Einziger Aufbau war ein Roadster.
1911 wurde daraus das Thirty-Five Model D. Zum Roadster gesellte sich ein Tourenwagen. Außerdem erschien das Fifty Model B. Der Motor war mit 45/50 PS angegeben. Radstand und Aufbauten unterschieden sich nicht.
1912 stand nur der Thirty-Five im Sortiment. Der Radstand war auf 305 cm verlängert worden. Der Tourenwagen bot Platz für fünf Personen, der Roadster für zwei und ein Speedster ebenfalls für zwei Personen.
1913 gab es drei verschiedene Modelle. Das Model 40 hatte einen 40-PS-Motor, 305 cm Radstand und Aufbauten als zweisitziger Roadster und fünfsitziger Tourenwagen. Im Model 50 leistete der Motor 50 PS. Der Radstand betrug 320 cm. Einzige Karosseriebauform war ein Tourenwagen mit fünf Sitzen. Neu war das Model 60. Sein Sechszylindermotor leistete 60 PS. Der Radstand von 335 cm ermöglichte Tourenwagenaufbauten mit sieben Sitzen.
1914 war die einzige Änderung, dass das Model 60 zusätzlich als fünfsitziger Tourenwagen sowie als zwei- und viersitziger Roadster erhältlich war.
1915 bestand das Sortiment aus zwei Modellen mit Sechszylindermotoren. Im Model 55 leistete er 55 PS. Der Radstand betrug 320 cm. Der Tourenwagen bot Platz für fünf Personen. Beim Model 75 leistete der Motor 75 PS. Der Radstand maß 335 cm. Fünf- und siebensitzige Tourenwagen und ein zweisitziger Roadster standen zur Wahl.
1916 wurden sie in Model 6-55 und Model 6-75 umbenannt. Beide hatten die Aufbauten des größeren der beiden Vorjahresmodelle. Zusätzlich erschien mit dem Model 6-45 ein kleineres Modell. Es hatte einen 45-PS-Motor, 302 cm Radstand und war als fünfsitziger Tourenwagen und viersitziger Roadster erhältlich. Außerdem war das Model 8-55 das erste und einzige Modell dieses Herstellers mit einem Achtzylindermotor. Motorleistung, Radstand und Aufbauten entsprachen dem Model 6-55.
1917 beschränkte sich das Angebot auf das kleinste Modell des Vorjahres. Die Motorleistung war mit 43,5 PS angegeben. Überliefert sind ein Chummy Roadster mit vier Sitzen und ein Tourenwagen mit fünf Sitzen.
1918 wurde der Radstand geringfügig auf 305 cm verlängert. Einziger Aufbau war ein Roadster.
1919 war dieses Modell als fünfsitziger Tourenwagen, viersitziger Roadster und fünfsitzige Limousine erhältlich.
1920 kam ein viersitziges Coupé dazu.
1921 wurde es Model 6-50 genannt, obwohl sich die Motorleistung nicht änderte. Der Radstand war auf 330 cm verlängert worden. Tourenwagen, Limousine und Coupé blieben unverändert. Außerdem gab es einen zweisitzigen Military Roadster.
1922 folgte das Model 6-56. Der neue Motor leistete 68 PS. Der Radstand blieb unverändert. Zur Wahl standen Tourenwagen mit fünf und sieben Sitzen, Roadster mit drei Sitzen, Coupé mit vier Sitzen, Limousine mit fünf Sitzen und Sportster mit vier Sitzen.
1923 war die Motorleistung mit 69 PS angegeben. Ein viersitziger Sport ersetzte den Sportster des Vorjahres. Außerdem ergänzte eine siebensitzige Limousine die Aufbauten.
1924 wurden wieder 68 PS genannt. Sport und Roadster entfielen. Sie wurden durch einen zweisitzigen Speedster, einen viersitzigen Brougham und einen ebenfalls viersitzigen Sportster ersetzt.

## Modellübersicht
| Jahr      | Modell              | Zylinder | Leistung (PS) | Radstand (cm) | Aufbau |
| --------- | ------------------- | -------- | ------------- | ------------- | --- |
| 1909–1910 | Thirty-Five         | 4        | 30/36         | 300           | Roadster |
| 1911      | Thirty-Five Model D | 4        | 30/36         | 300           | Tourenwagen, Roadster |
| 1911      | Fifty Model B       | 4        | 45/50         | 300           | Tourenwagen, Roadster |
| 1912      | Thirty-Five         | 4        | 30/36         | 305           | Tourenwagen 5-sitzig, Roadster 2-sitzig, Speedster 2-sitzig                                                                                   |
| 1913      | Model 40            | 4        | 40            | 305           | Roadster 2-sitzig, Tourenwagen 5-sitzig |
| 1913      | Model 50            | 4        | 50            | 320           | Tourenwagen 5-sitzig |
| 1913      | Model 60            | 6        | 60            | 335           | Tourenwagen 7-sitzig |
| 1914      | Model 40            | 4        | 40            | 305           | Tourenwagen 5-sitzig |
| 1914      | Model 50            | 4        | 50            | 320           | Tourenwagen 7-sitzig |
| 1914      | Model 60            | 6        | 60            | 335           | Tourenwagen 5-sitzig und 7-sitzig, Roadster 2-sitzig und 4-sitzig                                                                             |
| 1915      | Model 55            | 6        | 55            | 320           | Tourenwagen 5-sitzig |
| 1915      | Model 75            | 6        | 75            | 335           | Tourenwagen 5-sitzig und 7-sitzig, Roadster 2-sitzig                                                                                          |
| 1916      | Model 6-45          | 6        | 45            | 302           | Tourenwagen 5-sitzig, Roadster 4-sitzig |
| 1916      | Model 6-55          | 6        | 55            | 320           | Tourenwagen 5-sitzig und 7-sitzig, Roadster 2-sitzig                                                                                          |
| 1916      | Model 6-75          | 6        | 75            | 335           | Tourenwagen 5-sitzig und 7-sitzig, Roadster 2-sitzig                                                                                          |
| 1916      | Model 8-55          | 8        | 55            | 320           | Tourenwagen 5-sitzig und 7-sitzig, Roadster 2-sitzig                                                                                          |
| 1917      | Model 6-45          | 6        | 43,5          | 302           | Chummy Roadster 4-sitzig, Tourenwagen 5-sitzig                                                                                                |
| 1918      | Model 6-45          | 6        | 43,5          | 305           | Roadster |
| 1919      | Model 6-45          | 6        | 43,5          | 305           | Tourenwagen 5-sitzig, Roadster 4-sitzig, Limousine 5-sitzig                                                                                   |
| 1920      | Model 6-45          | 6        | 43,5          | 305           | Tourenwagen 5-sitzig, Roadster 4-sitzig, Limousine 5-sitzig, Coupé 4-sitzig                                                                   |
| 1921      | Model 6-50          | 6        | 43,5          | 320           | Tourenwagen 5-sitzig, Military Roadster 2-sitzig, Coupé 4-sitzig, Limousine 5-sitzig                                                          |
| 1922      | Model 6-56          | 6        | 68            | 320           | Tourenwagen 5-sitzig und 7-sitzig, Roadster 3-sitzig, Coupé 4-sitzig, Limousine 5-sitzig, Sportster 4-sitzig                                  |
| 1923      | Model 6-56          | 6        | 69            | 320           | Tourenwagen 5-sitzig und 7-sitzig, Sport 4-sitzig, Roadster 3-sitzig, Coupé 4-sitzig, Limousine 5-sitzig und 7-sitzig                         |
| 1924      | Model 6-56          | 6        | 68            | 320           | Tourenwagen 5-sitzig und 7-sitzig, Speedster 2-sitzig, Brougham 4-sitzig, Limousine 5-sitzig und 7-sitzig, Sportster 4-sitzig, Coupé 4-sitzig |

## Produktionszahlen
| Jahr  | Produktionszahl |
| ----- | --------------- |
| 1910  | 53              |
| 1911  | 66              |
| 1912  | 84              |
| 1913  | 158             |
| 1914  | 73              |
| 1915  | 155             |
| 1916  | 214             |
| 1917  | 928             |
| 1918  | 575             |
| 1919  | 805             |
| 1920  | 664             |
| 1921  | 710             |
| 1922  | 428             |
| 1923  | 283             |
| 1924  | 86              |
| Summe | 5282            |